# Ocoyucan
Ocoyucan là một đô thị thuộc bang Puebla, México. Năm 2005, dân số của đô thị này là 21185 người.